# Varangycsigák
A varangycsigák (Bursidae) a csigák (Gastropoda) Sorbeoconcha rendjének egyik családja.

## Származásuk, elterjedésük
A fajok többsége a trópusi tengerekben él, sekély vízben (sziklás partok közelében vagy korallzátonyokon) — csak néhány fajuk költözött ki a self mélyebb részeire, homokos-iszapos környezetbe.

## Megjelenésük, felépítésük
Szájadékuk és maga a ház is rendkívül vastag; kanyarulatai magasak és szemölcsösek, rücskösek — erről kapták a varangycsiga nevet. Szifócsatornájuk többnyire rövid és nagyon szűk.

## Életmódjuk, élőhelyük
Ragadozók; főleg soksertéjűekkel (Polychaeta) táplálkoznak.